# ناحیه وادی مره
ناحیه وادی مره (به عربی: دائرة وادی مرة) یک ناحیه در الجزایر است که در استان الاغواط واقع شده‌است. ناحیه وادی مره ۷۸۵ کیلومتر مربع مساحت و ۶٬۵۳۴ نفر جمعیت دارد.